# 修內司
修内司是宋朝的营造机构，始于宋真宗大中祥符五年（1012年）。修内司主要負責营造皇城内的大殿、后宫、太庙、皇家佛守宫观等建築。